# Stuart Robert Glass
Stuart Robert Glass (Londra, 25 giugno 1951 – Oceano Pacifico, 13 agosto 1978) è stato un avventuriero e velista canadese. Fu ucciso dagli khmer rossi il 13 agosto 1978, mentre era su una piccola barca a vela chiamata Foxy Lady in acque cambogiane. È uno dei nove velisti occidentali noto per essere stato catturato dal regime della Kampuchea Democratica, tra aprile e novembre 1978. È stata l'unica vittima canadese del genocidio cambogiano, avvenuto nel periodo 1975-1979.